# Изложба „УЛУС Златна палета, Златно длето, Златна игла” (1967)
Изложба „УЛУС Златна палета, Златно длето, Златна игла” се одржала у периоду од 22. октобра до 4. новембра 1967. године у Уметничком павиљону „Цвијета Зузорић”, Мали Калемегдан.

## Излагачи
1. Славољуб Богојевић
2. Радмила Граовац
3. Миливој Грујић Елим
4. Емир Драгуљ
5. Никола Јанковић
6. Вида Јоцић
7. Милан Кечић
8. Антон Краљић
9. Богдан Кршић
10. Ото Лого
11. Мома Марковић
12. Коља Милуновић
13. Слободан Михаиловић
14. Миодраг Нагорни
15. Иван Радовић
16. Љубица Сокић
17. Слободан Сотиров
18. Живојин Стефановић
19. Војислав Тодорић